# Mošnov, Ostrava Airport
Mošnov, Ostrava Airport je železniční stanice, která se nachází severozápadním směrem od vesnice Mošnov v okrese Nový Jičín. Leží bezprostředně u odbavovací haly Letiště Leoše Janáčka Ostrava, se kterou jsou nástupiště stanice propojena. Nachází se v km 2,819 železniční trati Sedlnice–Mošnov, ve stanici se nachází i konec této trati, který je v km 2,903. Vlastníkem stanice je Moravskoslezský kraj, provozovatelem dráhy je Správa železnic.

## Historie
Stavba trati včetně stanice začala koncem roku 2013, stavebně byla dokončena v prosinci 2014. Během února 2015 probíhaly zkušební jízdy, které měly především ověřit, zda elektrická hnací vozidla neovlivňují negativně rádiovou komunikaci při řízení letového provozu. Pravidelný provoz osobních vlaků byl zahájen 13. dubna 2015, tehdy na letiště jezdilo 10 párů vlaků Českých drah denně.
Od roku 2022 je nedaleko stanice v provozu intermodální Terminál Ostrava-Mošnov, kolejově je však napojen do sousední stanice Sedlnice.

## Popis stanice
Stanice je vybavena elektronickým stavědlem ESA 11, které obsluhuje dálkově výpravčí prostřednictvím JOP ze Studénky, případně ze Sedlnice. Místní obsluha je možná jen výjimečně pomocí desky nouzových obsluh, která se nachází v dopravní kanceláři v technologické budově v km 2,400. Ve směru od Sedlnice je stanice kryta vjezdovým návěstidlem L v km 1,495, vlakové cesty jsou na staničních kolejích ukončeny cestovými návěstidly Lc1 a Lc3, která jsou umístěna v km 2,899, tedy čtyři metry před zarážedly. Vlaky jsou ze stanice vypravovány odjezdovými návěstidly S1 a S3.

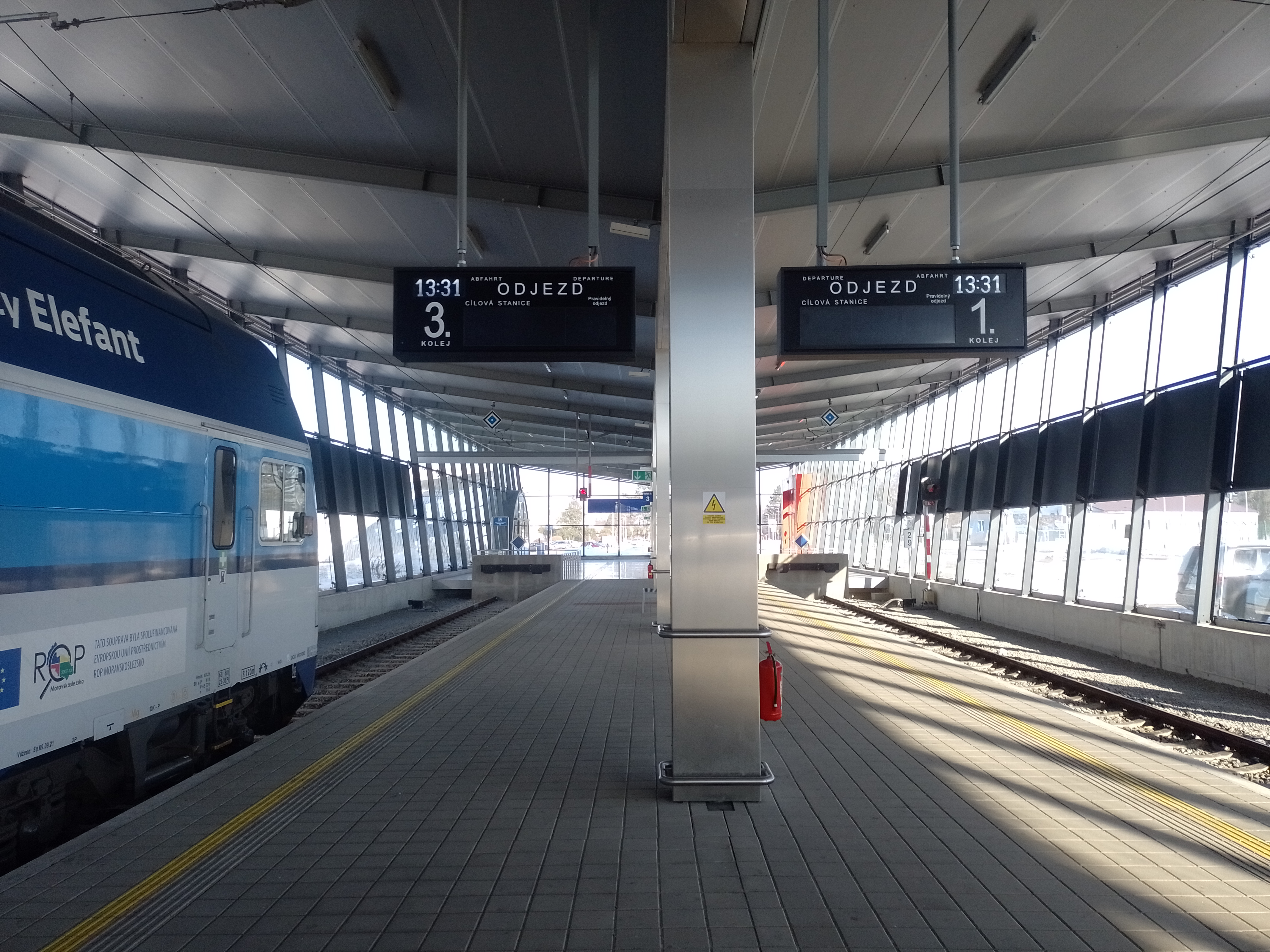
Nástupiště

Ve stanici jsou dvě dopravní koleje, na straně u letiště je kolej č. 3 (tedy vlevo ve směru jízdy od Sedlnice), následuje koleje č. 1, obě koleje mají užitečnou délku 200 m. Ve stanici je jen jedna výhybka, je vybavena elektromotorickým přestavníkem a elektrickým ohřevem.
Mezi dopravními kolejemi je zřízeno jazykové nástupiště s nástupními hranami o délce 170 m, nástupní hrany jsou ve výšce 550 mm nad temenem kolejnice. Nástupiště i obě koleje jsou v zastřešené hale. Ta je propojena s odbavovací halou letiště pomocí prosklené spojovací chodby.
Jízdy vlaků v přilehlém traťovému úseku jsou zabezpečeny pomocí traťového zabezpečovacího zařízení (bez oddílových návěstidel) integrovaného do stavědla ESA 11, volnost trati je zjišťována kolejovými obvody.
Na záhlaví stanice se v km 2,436 (u technologické budovy) nachází přejezd P8434, kde trať kříží účelová komunikace. Přejezd je zabezpečen světelným přejezdovým zabezpečovacím zařízením bez závor.

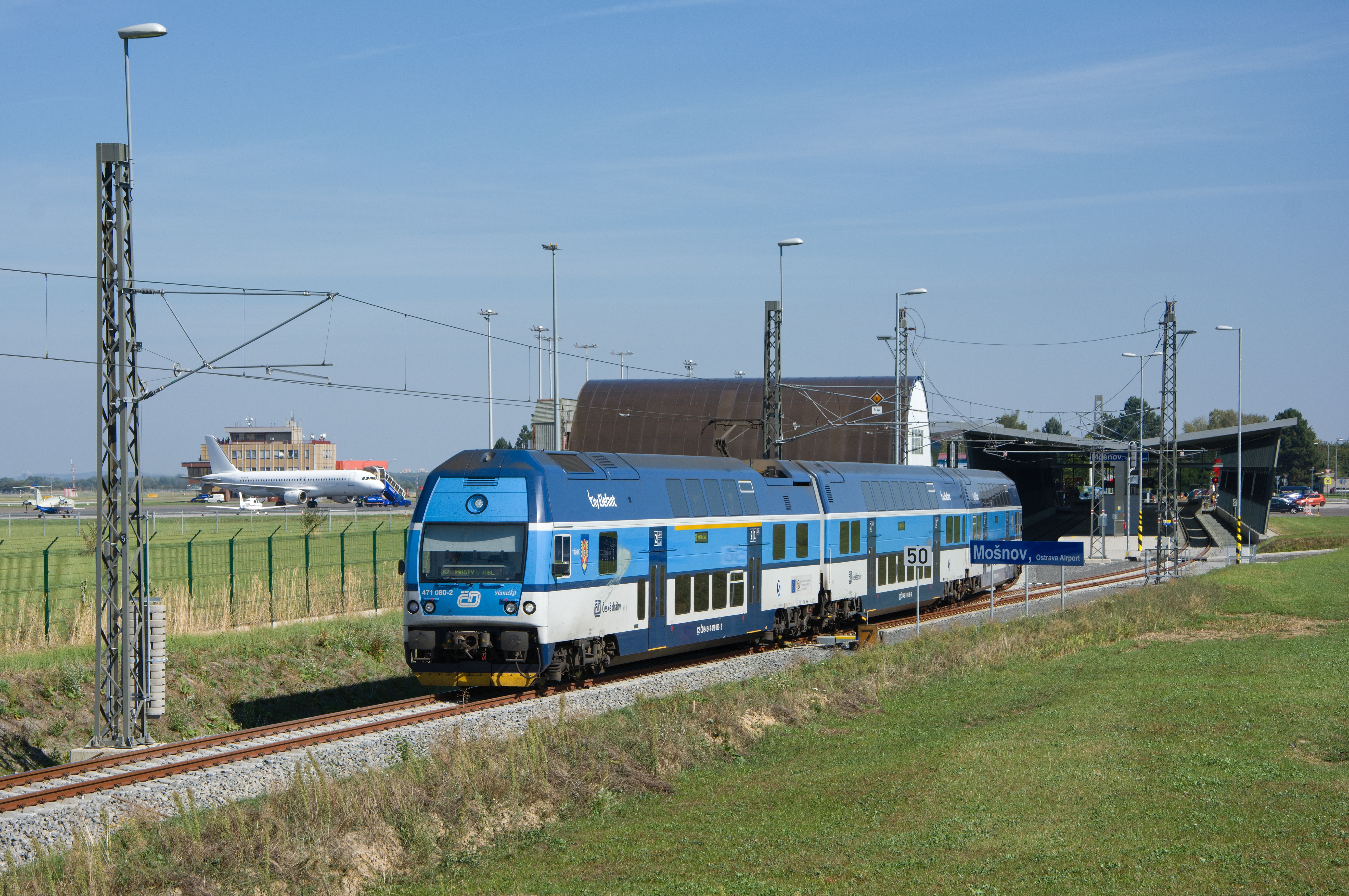
Krytou halu stanice opouští osobní vlak do Mostů u Jablunkova

## Provoz
Stanice je zařazena do integrovaného dopravního systému ODIS, v roce 2023 jako linka S4. Po zahájení provozu na jaře 2015 byly pravidelné vlaky zajišťovány jednotkami řady 471 na lince S2, od začátku jízdního řádu 2015/2016 je nahradily jednotky RegioPanter. Během Dnů NATO, kdy do Mošnova míří podstatně více cestujících, do stanice zajíždějí kapacitnější soupravy, vedle jednotek 471 také např. soupravy Railjet. Ve stanici se neprodávají jízdenky, odbavení cestujících probíhá ve vlaku.
Od jízdního řádu 2025 začala být stanice obsluhována nejen vlaky linky S4, ale také linkou S8 (Ostrava – Studénka – Veřovice), jejichž vybrané spoje zajížděly do stanice Mošnov, Ostrava Airport, odkud po úvrati pokračovaly v další cestě.